# Uroleucon pseudotanaceti
Uroleucon pseudotanaceti är en insektsart som först beskrevs av Krishna K. Verma 1970.  Uroleucon pseudotanaceti ingår i släktet Uroleucon och familjen långrörsbladlöss. Inga underarter finns listade i Catalogue of Life.